# SGC Aton
Sportsko - gimnastički centar ATON je višenamjenska dvorana s pratećim sadržajima, predviđena za održavanje sportskih, kulturnih, poslovnih i zabavnih manifestacija. Smještena je u sjevernom dijelu Nedelišća gdje se dotad nalazilo nogometno igralište NK Nedelišće. Kapacitet dvorane iznosi 1.400 sjedećih mjesta odnosno oko 3.000 za potrebe održavanja koncerata i raznih priredbi. Aton je najsuvremeniji sportski centar u Hrvatskoj na 5.200 metara neto korisne površine. Aton je dovršen 2008. godine, a otvoren je 31. svibnja iste godine. Aton je 17. lipnja 2010. godine svečano proglašen Nacionalnim gimnastičkim centrom, time je gimnastika postala jedini sport u Hrvatskoj koja ima nacionalni centar.
Velika sportska dvorana idealna je za održavanje vrhunskih gimnastičkih natjecanja, ali i drugih sportskih (rukomet, košarka, odbojka, badminton, mali nogomet...), kulturno-umjetničkih i gospodarskih manifestacija. U njemu se nalazi i specijalizirana gimnastička dvorana jedinstvena u Hrvatskoj, s ugrađenom vrhunskom opremom u skladu sa standardima Međunarodne gimnastičke federacije (FIG) i jedinstvena u radijusu od 500 km jer ovakav kompleks ne postoji ni u susjednim državama, članicama Europske unije.
Kao prateći objekt, Aton sadrži i sobu za balet i aero programe, koja se po potrebi može prenamijeniti u dvoranu za seminare i konferencije. Nudi skup profilaktičkih i regeneracijskih sadržaja, koji su potrebni sportašima za u tijeku napornih priprema. Fitness centar opremljen je suvremenim kompjuteriziranim izo toničnim spravama postavljenim klimatiziranom prostoru, što je garancija ugodnog i kvalitetnog vježbanja. Uz to je svim korisnicima je na raspolaganju i stalni stručni nadzor. Wellness centar nudi mogućnost opuštanja i regeneracije nakon napornog treninga.

## Vanjske poveznice
- Službene stranice